# Ein Gespenst auf Freiersfüßen
Ein Gespenst auf Freiersfüßen (Originaltitel: The Ghost and Mrs. Muir) ist ein US-amerikanischer Liebesfilm aus dem Jahr 1947. Der nach dem Roman Der Geist des Captain Gregg (The Ghost and Mrs. Muir) von R. A. Dick (ein Pseudonym der Autorin Josephine A.C. Leslies) von Joseph L. Mankiewicz inszenierte Unterhaltungsfilm mit Gene Tierney und Rex Harrison in den Titelrollen dreht sich um die romantische Beziehung einer Frau zu dem Geist eines verstorbenen Seekapitäns.

## Handlung
London um die Wende zum 20. Jahrhundert. Die junge Witwe Lucy Muir und ihre kleine Tochter leben nach dem Tod des Ehemanns bei ihrer Schwiegermutter Angelica und ihrer Schwägerin Eva. Lucy findet das Zusammenleben jedoch beschwerlich und hat sich entschlossen, an die Küste zu ziehen und dort ein eigenständiges Leben zu führen. In dem kleinen Städtchen Whitecliff-by-the-Sea mietet sie direkt an der Steilküste die Villa „Gull Cottage“, deren früherer Eigentümer Selbstmord begangen haben soll. Der Makler versucht Lucy dieses zu einem besonders niedrigen Mietzins angebotene Haus auszureden, doch sie erklärt sich wegen der niedrigen Miete und des maritimen Ambientes dazu bereit, auch ein mögliches Spukhaus in Kauf zu nehmen. Mit ihrer achtjährigen Tochter Anna und der Haushälterin Martha zieht sie noch am selben Tag ein.
Der Geist des früheren Besitzers, ein Schiffskapitän namens Daniel Gregg, versucht sie zunächst, wie schon die vier Mietparteien zuvor, aus dem Haus zu vergraulen. Er lässt schließlich davon ab, als Lucy sich davon nicht beeindrucken lässt. Da er sie zudem attraktiv findet, erscheint sein Geist schließlich Lucy. Gregg gibt sich als raubeiniger, bärbeißiger Seemann, der für Landratten im Allgemeinen nicht viel übrig hat. Auch stellt sich heraus, dass er nicht etwa Selbstmord begangen hat, sondern bei einem Unfall mit der Gasheizung zu Tode kam, bevor er noch ein Testament hatte aufsetzen können, das die Villa in eine Stiftung für bedürftigen Seeleute umgewandelt hätte. Gregg will sich fürs erste mit der neuen Mieterin arrangieren. Einzige Bedingung: Sie soll sein Porträt, das bisher im Wohnzimmer hing, bei sich im Schlafzimmer aufhängen; im Gegenzug verspricht er, sich nur in Salon und Schlafzimmer aufzuhalten. Mit der Zeit verbindet die beiden eine Freundschaft.
Als Lucy mitgeteilt wird, dass an die Eigner der Goldmine, an der ihr verstorbener Mann Anteile besaß, mangels Erträgen keine Dividende mehr ausgezahlt wird, ist ihre einzige Geldquelle versiegt, und die Verwandten ihres Mannes bedrängen sie, doch zu ihnen zurückzukehren. Der Kapitän bietet indes an, ihr zu helfen, indem er ihr seine aufregende Lebensgeschichte diktiert, die sie dann in London als Buch eines „Captain X.“ anbieten soll. Als das Manuskript fertig ist und Lucy es erfolgreich einem Londoner Verleger anbieten kann, lernt sie dort den Schriftsteller Miles Fairley kennen, der unter dem Pseudonym „Onkel Neddy“ erfolgreiche Kinderbücher schreibt. Fairley macht Lucy den Hof, und schon nach kurzer Zeit ist sie entschlossen, ihn zu heiraten, sobald er ihr einen Antrag macht. 
Captain Gregg reagiert eifersüchtig, muss jedoch anerkennen, dass Lucy sich für ein Leben mit einem lebendigen Mann entschieden hat. Daraufhin verschwindet er von der Bildfläche. In einer letzten Aktion gibt er ihr die Idee ein, die Begegnung mit ihm und die gemeinsame Arbeit an dem Buch seien ein Traum gewesen. Als Lucy bei einem Überraschungsbesuch bei Miles Fairley in London erfährt, dass dieser verheiratet ist, zwei Kinder hat und schon öfter außereheliche Affären eingegangen ist, bricht sie die Beziehung ab. Lucy denkt in der Folge immer wieder an Captain Gregg, aber der zeigt sich nicht mehr, und sie ist sich nicht einmal sicher, ob diese Begegnungen nicht Hirngespinste waren.
Das von Kapitän Gregg diktierte Buch Mut und Blut (im Original Blood and Swash) wird ein Erfolg und Lucy kann mit dem Erlös Gull Cottage erwerben. Die Jahre vergehen; Lucys Tochter Anna wird erwachsen, heiratet und bekommt selbst eine Tochter. Bei einem Gespräch mit Anna erfährt Lucy, dass Captain Gregg im ersten Jahr in Gull Cottage auch Anna oft erschienen ist und ihr Gute-Nacht-Geschichten erzählt hat. Lucy stirbt schließlich als ältere Frau eines Tages beim Ausruhen in ihrem Sessel. In diesem Augenblick erscheint Captain Gregg und reicht ihr die Hand, sie erhebt sich, wieder jung wie damals, und die beiden Geister verlassen das Haus.

## Hintergrund
Die Romanvorlage wurde von der Autorin Josephine Leslie (1898–1979) im Jahr 1945 unter dem Pseudonym „R. A. Dick“ veröffentlicht. Die Initialen R. A. übernahm sie vom Namen ihres Vaters, Robert Abercromby, der ein irischer Schiffskapitän war. Das Drehbuch des Films bleibt nahe an der Vorlage; ein markanter Unterschied ist, dass im Buch Mrs. Muir neben ihrer Tochter Anna noch einen Sohn hat.
Gedreht wurde unter anderem in Carmel-by-the-Sea und Palos Verdes in Kalifornien. In England, dem eigentlichen Handlungsort, wurde überhaupt nicht gedreht. Der Großteil der Besetzung, bis auf Hauptdarstellerin Gene Tierney, setzte sich aus britischen Schauspielern zusammen, darunter auch Rex Harrison, der im Jahr zuvor mit dem Film Anna und der König von Siam seinen Durchbruch in Hollywood erzielt hatte. Gene Tierney erhielt die Rolle, nachdem Fox-Studioboss Darryl F. Zanuck zunächst mit dem Gedanken gespielt hatte, ob man die bereits im Ruhestand befindliche Norma Shearer für die Rolle gewinnen könnte. Tierney legte ihre Figur zunächst wesentlich komödiantischer an. Da dies Darryl F. Zanuck nicht überzeugte, wurden die ersten beiden Drehtage wiederholt, und die Schauspielerin gab ihrer Figur ernsthaftere Züge.
The Ghost and Mrs. Muir lief in Deutschland nicht im Kino, sondern feierte erst 1989 im ZDF Premiere. Kinostart in Österreich war am 22. Juni 1951. Der Film zog eine US-Fernsehserie (1968–1970) nach sich, die in Deutschland ab 1970 unter dem Titel Der Geist und Mrs. Muir ausgestrahlt wurde. Die Hauptrollen spielten Edward Mulhare und Hope Lange. Ende der 1980er Jahre plante 20th Century-Fox eine Neuverfilmung mit Michelle Pfeiffer als Mrs. Muir und Sean Connery als Kapitän Gregg. Nach dem Misserfolg des Films Das Rußland-Haus (1990) mit den beiden Schauspielern wurden die Pläne jedoch auf Eis gelegt.

## Synchronisation
Die deutsche Synchronfassung entstand erst 1989 anlässlich der ersten Ausstrahlung im deutschen Fernsehen.
| Rolle                                | Darsteller     | Deutsche Synchronstimme |
| ------------------------------------ | -------------- | ----------------------- |
| Lucy Muir                            | Gene Tierney   | Manuela Renard          |
| Kapitän Daniel Gregg                 | Rex Harrison   | Randolf Kronberg        |
| Miles Fairley                        | George Sanders | Erik Schumann           |
| Martha, Lucys Haushälterin           | Edna Best      | Inge Solbrig-Combrinck  |
| Anna Muir als Kind                   | Natalie Wood   | Anke Kortemeier         |
| Anna Muir als Erwachsene             | Vanessa Brown  | Katharina Lopinski      |
| Mr. Coombe, Häusermakler             | Robert Coote   | Thomas Reiner           |
| Angelica Muir, Lucys Schwiegermutter | Isobel Elsom   | Alice Franz             |
| Eva Muir, Lucys Schwägerin           | Victoria Horne | Claudia Golling         |
| Mr. Sproule, Verleger                | Whitford Kane  | Mogens von Gadow        |

## Kritik
Bei seiner Veröffentlichung erhielt The Ghost and Mrs. Muir verhaltene bis gute Kritiken, wobei viele Kritiker den Film nur als eher ambitionslosen Stoff für die Tränendrüsen der Zuschauer sahen. Eine Schwierigkeit für das damalige Publikum war offenbar, dass sich der Film einer klaren Genrezuordnung verweigert und sich zwischen Geistergeschichte, Liebesdrama und Komödie bewegt. In einer zeitgenössischen Kritik äußerte der Variety, Gene Tierney gebe in der Hauptrolle „zweifellos ihre beste Darstellung bisher“, während Rex Harrison als Kapitän „die meiste Aufmerksamkeit verlange“. George Sanders sei in seiner Nebenrolle „effektiv“, auch Edna Best, Natalie Wood und Vanessa Brown würden überzeugende Schauspielleistungen bieten. Die warme und unweltliche Romanze gewinne die Sympathie der Zuschauer und verliere diese nie. Das Drehbuch habe „stürmischen Humor und Situationen, die das geisterhafte Thema verleumden“.
Insbesondere in Frankreich und anderen europäischen Ländern erfuhr der Film dagegen tiefere Aufmerksamkeit. Der eigentlich nur schlichte Stoff sei dank „wechselseitiger chemischer Reaktionen der gefühlsgeladenen Ingredienzien […] zu etwas Komplexerem und Faszinierendem geworden“, als die Hersteller sich wohl hätten erträumen lassen, gab Frieda Grafe die Meinung der europäischen Kritiker wieder. Heute wird The Ghost and Mrs. Muir von der Filmkritik weitgehend einhellig gelobt, so fallen alle 17 professionellen Filmkritiken auf der Seite Rotten Tomatoes positiv aus. Michael Betzold vom All Movie Guide spricht von einem „wunderschön gefertigten Stück Hollywood-Fantasie“, das eine „weit hergeholte, aber bewegende Fabel“ erzähle und „Eskapismus ohne kostspielige Pyrotechnik“ biete. Die beiden Hauptdarsteller würden „außergewöhnlich gewinnende“ Darstellungen zeigen und Mankiewiczs Regie sei „beinahe fehlerlos“.
Der film-dienst befand: „Romantisch-wehmütige Komödie mit ausgezeichneten Darstellern, die aus der dünnen Fabel eine qualitätsvoll-vergnügliche Unterhaltung machen.“ Cinema sprach von einer „poetischen Fantasyfabel“, die selbst „Steine zum Weinen“ bringe, und hob außerdem die Filmmusik von Bernard Herrmann hervor. Für „empfindsame Gemüter“ könne es „nichts Wehmütigeres geben“ als die Schlussszene des Filmes.
Die deutsche Kritikerin Frieda Grafe widmete dem Film ein 1995 in einer Buchreihe des British Film Institute erschienenes Essay, das in Deutsch unter dem Titel Die Geister, die man nicht loswird erschien. Sie sieht den Film nicht nur als „Glücksfall“, sondern erkennt auch eine persönliche Leistung der vielen am Film beteiligten Personen an. Die vielen vorgeprägten Elemente, etwa Mankiewiczs sprachbewusste Regie oder Herrmanns Filmkompositionen, hätten dem Film „über die Jahre seine wechselnden und schillernden Reize erhalten“. Der Film bringe auch Bewegung ins Verhältnis der Geschlechter: „Mit den Waffen eines Mannes kämpft Mrs. Muir, ohne auch nur für einen Moment weibliche Identität aufzugeben.“
Nach Ansicht von Javier Marías ist es eine der außergewöhnlichsten Meisterleistungen des Films, dass „beiden Darstellern die unterschiedlichen Dimensionen, in denen sie sich bewegen - die physische und die scheinbare - ganz bewusst sind und dass sie sich nie dagegen auflehnen.“

## Auszeichnungen
Charles Lang war bei der Oscarverleihung in der Kategorie Beste Kamera in einem Schwarzweiß-Film nominiert.
Das American Film Institute wählte The Ghost and Mrs. Muir im Jahr 2002 auf Platz 73 der besten amerikanischen Liebesfilme aller Zeiten.